# Bainbridge (Nowy Jork)
Bainbridge – miasto w Stanach Zjednoczonych, w stanie Nowy Jork, w hrabstwie Chenango.